# Меринія
Меринія, або меринство (ісп. merindad, лат. merinium, meriomendea; praefectura) — історична адміністративна одиниця в Іспанії. Менше за провінцію, більша за громаду-муніципалітет. Відповідала графству або повіту. Очолювалася мерином (ісп. merino, лат. merioa), аналогом староукраїнського ландвойта, повітового старости або англійського бейліфа. Меринії існували у королівствах Кастилії та Наварри з ХІІІ ст. Сучасна автономна область Наварра у складі Іспанії також поділена на 5 меринії, які підпорядковуються судовим округам.